# Lago Pyramid (Nevada)
Il Pyramid (in lingua inglese: Pyramid Lake) è un lago endoreico presente nel bacino idrografico del fiume Truckee, suo immissario. Si trova a 64 km a nord-est di Reno, in Nevada.
Sebbene raggiunga un'estensione pari solo al 10% della superficie del Gran Lago Salato, è del 54% maggiore in volume. Il fiume Truckee riversa nel lago da meridione le acque del Lago Tahoe, di cui è l'unico emissario, e moderate quantità di silt, caricate attraverso le fasi di ruscellamento durante l'attraversamento della Sierra Nevada.

## Storia
È una delle ultime rimanenze del lago Lahontan, che nel Pleistocene raggiungeva i 272 m di profondità in corrispondenza del Lago Pyramid. L'area prospiciente il lago è stata abitata sin dal XIX secolo dagli indiani Paiute, che si nutrivano dei pesci del lago (Gila bicolor e Oncorhynchus clarki henshawi). La prima mappa del lago fu tracciata nel 1844 da John C. Frémont, che assegnò anche l'attuale denominazione al lago.
Nel 1903, parte delle acque del fiume Truckee furono deviate attraverso la diga di Derby per utilizzarle per l'irrigazione dei terreni agricoli. Ciò condusse anche alla scomparsa nelle acque del lago delle trote del Lahontan, Oncorhynchus clarki henshawi, in seguito reintrodotte.
Nel XIX secolo, furono combattute in prossimità del lago due battaglie nell'ambito della guerra Paiute.

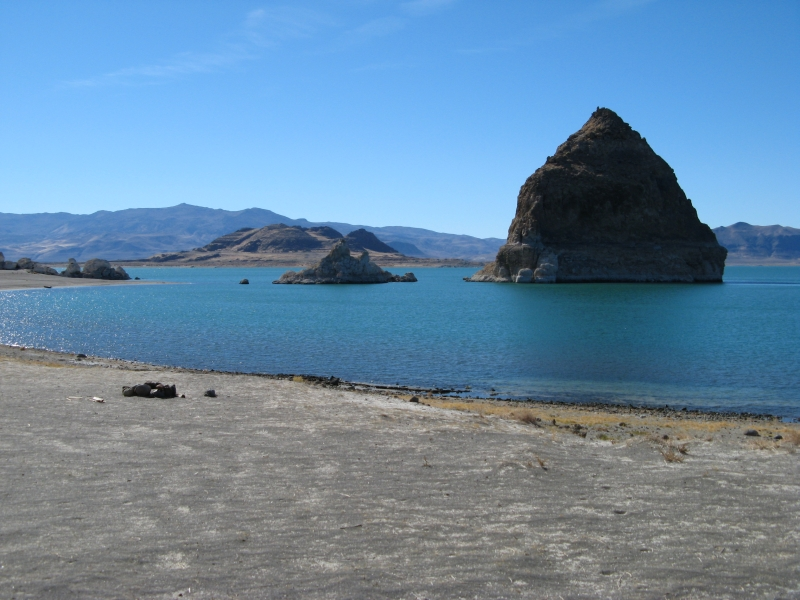
La Piramide.

Il lago è stato così denominato per la forma di alcune formazioni di travertino presenti a ridosso delle sue coste. La maggiore di esse è l'isola di Anaho, abitata da una colonia di pellicani bianchi americani.
Il Lago Pyramid è stato utilizzato nelle riprese del film La più grande storia mai raccontata, nel 1965. Nel 1961, inoltre, erano state girate in prossimità del lago alcune scene di Gli spostati.